# Steyr AUG
A Steyr AUG (Armee Universal Gewehr – általános használatú katonai puska) az osztrák Steyr Mannlicher fegyvergyár által kifejlesztett és gyártott 5,56 mm-es gépkarabély.

## Történet
Az Osztrák Szövetségi Hadsereg a hatvanas évek végén, a vietnámi háború tapasztalatait felhasználva kezdett egy kis űrméretű gépkarabély kifejlesztésébe. Az amerikai AR15/M16 karabélyt hiányosságai miatt elvetették, így a hazai fejlesztés került előtérbe. A fejlesztési munkálatokkal a nagy múltra visszatekintő Steyr Mannlicher fegyvergyárat és Walter Stollt, a Szövetségi Hadsereg (Bundesheer) őrnagyát bízták meg. Az első prototípust 1970-re készítették el, de ez a fegyver még számos hiányosságal rendelkezett és nem is számított igazi bullpup rendszerűnek. A fegyver tárát a markolatban helyezték el, és felhúzó kar helyett, a zárszerkezetet az előágy hátrahúzásával kellett működtetni (mint a csőtáras vadászpuskákét). A későbbi modellek már igazi bullpup rendszerűek voltak, a töltényűr és a tár már a markolat mögött helyezkedett el, a kezdeti nehézségeket a tervezőgárda sikeresen leküzdötte, így a karabélyt 1978-ban Stg 77 tipusjellel rendszeresítették. A fegyver a külföldi piacokon is népszerűnek bizonyult, félautomata polgári változata az Egyesült Államokban népszerű.

## Szerkezeti kialakítása
Az AUG modern anyagok és gyártási technikák felhasználásával készült. A fegyvertok alumínium ötvözetből készül. Az aluminium rossz kopásállósága miatt a zárszerkezetet úgy alakították ki, hogy működés közben ne érintkezzen a tokkal, a tokban nincsenek vezetősínek. Az automata zárszerkezetet a lövés során keletkező gázok energiája működteti, amikor a lövésfolyamat során a lövedék elhagyja a gázátömlő furatot, kevés lőporgáz jut a gázhengerbe és hátrafele mozgatja a gázdugattyút, amely működteti a zárszerkezetet.

## Változatok
Az AUG egy univerzális fegyver, a cső egy egyszerű mozdulattal eltávolítható, és a megfelelő – 508 mm, 621 mm, 407 mm vagy 350 mm hosszúságú – cserecsövekkel a célnak megfelelően golyószóróvá, géppisztollyá vagy mesterlövészpuskává alakítható. Az Stg 77 az első gyalogsági fegyver, aminek minden példánya optikai irányzékot kapott, de a célzóberendezés a vevő kérésének megfelelően felcserélhető más szabványos irányzékra ill. előágyakra.

A fegyverre fel lehet tűzni a rendszeresített Glock késbajonettet. 

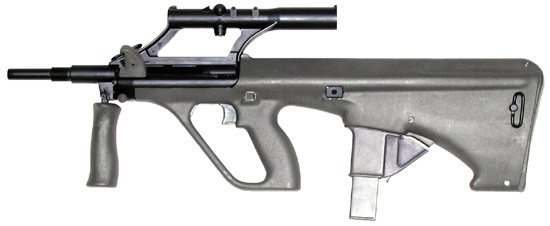
Steyr AUG SMG 9mm

## Rendszeresítő államok
- Argentína
- Ausztrália
- Ausztria
- Egyesült Államok
- Fülöp-szigetek
- Indonézia
- Írország
- Kelet-Timor
- Luxemburg
- Malajzia
- Egyesült Királyság
- Omán
- Pakisztán
- Szaúd-Arábia
- Tunézia
- Új-Zéland